# Трудовой кодекс
Трудовой кодекс — кодифицированный законодательный акт (кодекс) о труде; является одним из основных источников трудового права. В большинстве случаев «трудовыми кодексами» называются не специально разработанные своды норм, а механически объединённые законы и правительственные постановления, принятые в разное время.
Кодификация трудового законодательства впервые была произведена во Франции в 1910 году. В Трудовом кодексе Франции детально фиксировались законодательные нормы об условиях труда, порядке найма, условиях увольнения, трудовых гарантиях и другие аспекты трудового права. В 1918 году в России был принят первый трудовой кодекс — Кодекс законов о труде РСФСР. После Второй мировой войны трудовые кодексы получили распространение и в других странах.
Генеральная конференция Международной организации труда занимается разработкой международных трудовых норм в виде конвенций и рекомендаций. Данные нормы образуют международный трудовой кодекс, охватывающий такие вопросы, как занятость, свобода на объединение в союзы, продолжительность рабочего дня, миграция в поисках рабочих мест, защита прав женщин и молодежи, предотвращение несчастных случаев на производстве, пособия и компенсации, проблемы колониального труда, положение моряков и социальное обеспечение. Эти нормы должны лишь приниматься во внимание государствами, которые не обязаны принимать их, вводить их у себя или ратифицировать.

## Трудовые кодексы разных стран
- Азербайджан — Трудовой кодекс Азербайджана
- Болгария — Трудовой кодекс Болгарии[болг.]
- Германия — Трудовой кодекс ГДР[нем.]
- Казахстан — Трудовой кодекс Казахстана[каз.]
- Камерун — Трудовой кодекс Камеруна[фр.]
- Канада — Трудовой кодекс Канады[англ.]
  - Квебек — Трудовой кодекс Квебека[фр.]
- Китай — Трудовой кодекс Китайской Народной Республики
- Кыргызстан — Трудовой кодекс Кыргызской Республики
- Литва — Трудовой кодекс Литвы[лит.]
  - Литовская ССР — Трудовой кодекс Литовской ССР[лит.]
- Польша — Трудовой кодекс Польши[пол.]
- Россия — Трудовой кодекс Российской Федерации
  - РСФСР — Кодекс законов о труде РСФСР
- Украина — Кодекс законов о труде Украины
- Франция — Трудовой кодекс Франции[фр.]
- Чехия — Трудовой кодекс Чехии[чеш.]